# 瓦窑堡街道
瓦窑堡街道是中华人民共和国陕西省延安市子长市下辖的一个街道，旧为瓦窑堡镇。1935年12月，中共中央政治局扩大会议在此召开，是为瓦窑堡会议，瓦窑堡由此知名。
2015年6月，陕西省民政厅批复同意撤销瓦窑堡镇，设立瓦窑堡街道办事处。

## 行政区划
瓦窑堡街道下辖以下地区：
米粮山社区、迎宾路社区、齐家湾社区、冯家屯社区、后桥社区、林虎山社区、冯家屯村、齐家湾村、河东村、向阳村、后桥村、下冯家庄村、李家沟村、芋子湾村、薛家沟村、张家沟村、刘家沟村、稍木子沟村、张家湾村、新庄库村、芽坪村、桃树洼村、陈家洼村、张家庄村、石家川村、高家枣林村、闫家枣林村、瓷窑村、枣湾村、上冯家庄村、郭家崖窑村、砭坪村、富源村、枣树源村、栾家坪村、郭家坪村、南家湾村、甄家沟村、何家石咀村、冯家沟村、强家洼村、余家峁村、强家湾村、张家沟村（原栾乡属）、贾家沟村、徐家洼村、十里铺村、韩家崖堤村、徐家坪村、齐家圪崂村、郭家河村、强家坪村、庙湾沟村、廖齐沟村、齐家河村、窑台村和黑圪塔村。